# تسمية النجوم

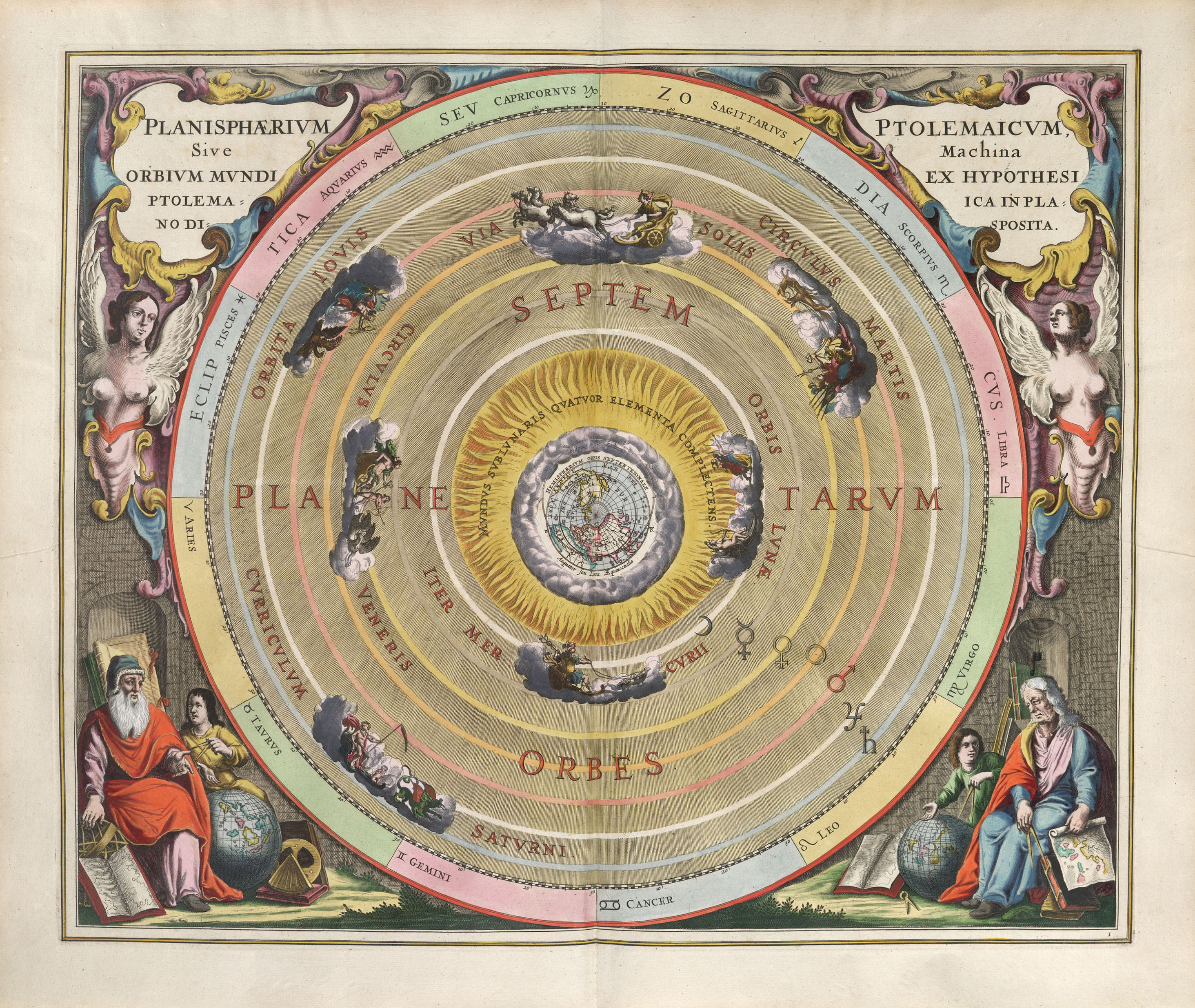

تسمية النجوم (والأجرام السماوية الأخرى) الجهة المعترف بها دوليا وخصوصا الأوساط العلمية في علم الفلك لتعيين تسميات النجوم والأجرام السماوية الأخرى هي الاتحاد الفلكي الدولي وهو حريص على التفريق بين مصطلح الاسم ودلالتة.
ويشير اسم النجم إلى مصطلح (عادة عامي)، في حين التعيين هو حرفي رقمي فقط ويستخدم بشكل حصري تقريبا في الفهارس الرسمية ولعلم الفلك المهني.
العديد من الأسماء وبعض التسميات المستخدمة اليوم موروثة من قبل وجود الاتحاد الفلكي الدولي.
فهرس النجوم الساطعة وهو فهرس نجمي يسرد كل النجوم من القدر الظاهري 6.5 أو أكثر إشراقا، أو تقريبا كل نجم يمكن رؤيته بالعين المجردة من الأرض، ويحتوي على 9096 نجم.
فهارس ما قبل الحداثة ذكرت فقط ألمع النجوم. أبرخش في القرن الثاني قبل الميلاد ذكر حوالي 850 نجم. يوهان باير في 1603 ادرج نحو ضعف هذا العدد. أقلية فقط من هذه الأسماء أسماء تقليدية . يتم تصنيف جميع النجوم الآخرى من خلال أرقام في مختلف الفهارس. في القرن ال19 تم سرد جميع النجوم التي ترى بالعين المجردة بشكل شامل، قوائم الفهرسة الحديثة الأكثر ضخمة تحتوي في حدود مليار نجم، من أصل المجموع المقدر بحوالي 400 مليار نجم في درب التبانة.

## الأسماء الخاصة للنجوم
انشئ الاتحاد الفلكي الدولي فريق عمل الاتحاد الفلكي الدولي للأسماء النجوم Working Group on Star Names (WGSN) (IAU) في مايو 2016 لفهرست وتوحيد الأسماء الخاصة للنجوم. للمجتمع الفلكي الدولي. . الأسماء الخاصة للنجوم هي أسماء النجوم المتشتقة غالبا من العربية اواللاتينية. وهو يعمل تحت إشراف القسم C للتعليم والتوعية والتراث.

## التسمية في الفلك الحديث
يسمّي الفلك الحديث النجوم حالياً بالأحرف اليونانية. ألفا.. بيتا.. غاما.. دلتا.. إلخ. و يوزع الحروف الأربعة و العشرين اليونانية على النجوم الظاهرة في الكوكبة. حتى إذا انتهت هذه الحروف و كانت هناك نجوم أخرى خافتة فإنه يعطيها أرقاماً أو أحرفاً لاتينية. و لكن الفلك الحديث، بالإضافة إلى هذه التسمية، يعطي الكثير من النجوم أسماء نجدها في الأطالس و الجداول و الكتب.

## اقرأ أيضًا
- تسمية النجوم المتغيرة
- فريق عمل الاتحاد الفلكي الدولي للأسماء النجوم
- قائمة أسماء النجوم العربية
- اصطلاحات التسمية الفلكية
- نجم المحلف